# Karel Tieftrunk

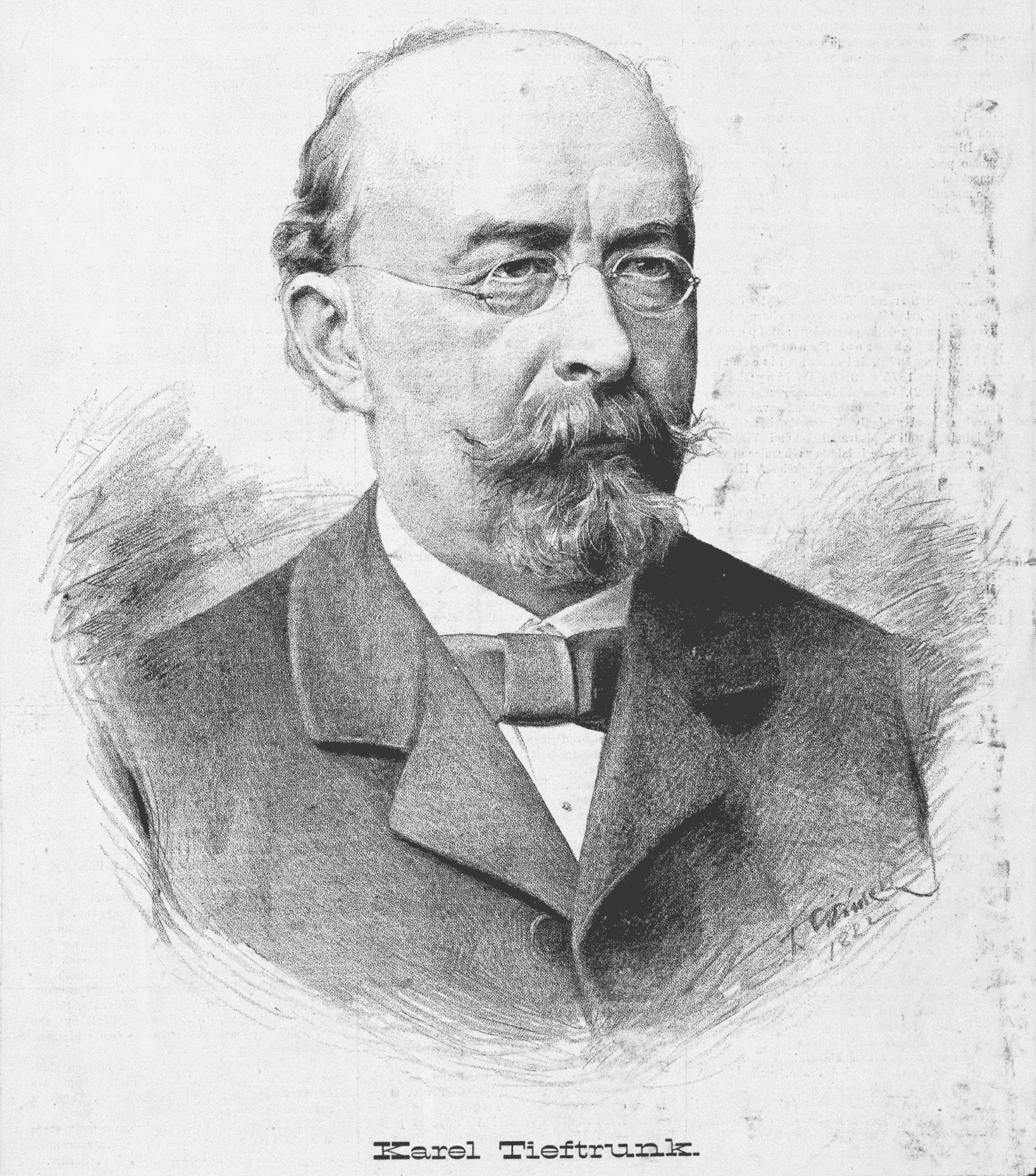
Karel Tieftrunk (1882)

Karel Tieftrunk (auch Karl Tieftrunk, * 30. Oktober 1829 in Weißwasser; † 2. Dezember 1897 in Kutná Hora) war ein österreichischer Autor tschechischer Nationalität. Er war von Beruf Mittelschullehrer. Außerdem engagierte er sich aktiv in tschechischen Kulturorganisationen, verfasste Lehrbücher und Fachschriften auf dem Gebiet der Sprachwissenschaft und der Geschichte.

## Leben

### Ausbildung und beruflicher Werdegang
Er besuchte das Gymnasium in Leitmeritz. Im Jahre 1847 übersiedelte er nach Prag, um dort Sprachwissenschaft, Geografie und Geschichte zu studieren. 1852 trat er eine Lehrerstelle am akademischen Gymnasium an, kehrte aber bald wieder nach Leitmeritz zurück, wo er zunächst als Vertretungs-, schließlich als Vollzeitlehrer arbeitete. Ab dem Jahr 1854 erteilte er auf Anfrage der Schüler nach dem regulären Unterricht Vorlesungen über die tschechische Literatur. Diese Tätigkeit erweckte das Interesse der Behörden. Der Direktor der Schule erhielt die strikte Anweisung, diese Vorlesungen zu überwachen, aber es wurde kein Verbot ausgesprochen. In den Jahren 1859 bis 1882 wirkte Tieftrunk als Professor an der deutschen Oberschule in Prag und dann bis zur Rente als Direktor des tschechischen Gymnasiums in der Žitná-Straße.

### Sonstige Aktivitäten
In seiner Freizeit engagierte er sich bei den Aktivitäten tschechischer Kulturvereine. In den Jahren 1864 bis 1865 erkundete er die historischen Archive in der Gegend um Jungbunzlau. Im Jahre 1867 wurde er zum außerordentlichen Mitglied der Königlich Böhmischen Gesellschaft der Lehre ernannt und vier Jahre später auch des engeren Kreises der Matice česká. In dieser Organisation wirkte er in der Kommission für die Abfassung des „Brus jazyka českého - Schliff der tschechischen Sprache“ (es ging um die Kodifizierung der tschechischen Sprache), welcher mit einer von Tieftrunk verfassten umfangreichen Einleitung im Jahre 1877 erschien.
Tieftrunk war daneben Mitglied im „Historischen Verein“, zu dessen Vorsitzenden er gewählt wurde, außerdem Geschäftsführer der Gesellschaft „Museum des Königreichs Böhmen“, (Společnost Musea království českého) Mitglied des Direktoriums des Vereins „Svatobor“ (dieser war 1862 von František Palacký zur Förderung tschechischsprachiger Schriftsteller gegründet worden) und erster Sekretär der dritten Klasse der Böhmischen Akademie. Im Jahre 1897 gab er all diese Tätigkeiten auf Grund seines sich zusehends verschlechternden gesundheitlichen Zustands auf und suchte Erholung in der Abgeschiedenheit Kuttenbergs, wo er wenige Monate später verstarb.

## Autorentätigkeit
Tieftrunks Tätigkeit als Autor war umfangreich. Ab dem Jahr 1857 publizierte er hauptsächlich historische Studien in Fachzeitschriften wie Památky archeologické, Právník, Osvěta, Zprávy královské společnosti, Časopis Musea království českého. Er arbeitete an einer neuen Herausgabe der Tschechischen Geschichte – Historie česká von Pavel Skála ze Zhoře und verfasste die Bücher „Odpor stavův českých proti Ferdinandovi I. l. 1547“, „Historie literatury české“ und „Dějiny Matice České“. Letztere wurde zur Feierlichkeit des 50-jährigen Bestehens der Institution im Jahre 1881 herausgegeben und Tieftrunk hielt dazu einen ergänzenden Vortrag. Er gab ebenfalls ein zweiteiliges tschechisches Lesebuch für deutsche Mittelschulen heraus.

## Rezeption
Auf Grund seiner weitgefassten Bildung und seinem freundschaftlichen Auftreten wurde Tieftrunk seitens Autoren und Pädagogen ob der wissenschaftlichen Tiefe und des sprachlichen Feinschliffs geschätzt. Sie betrachteten ihn als einen der herausragenden Forscher und Autoren. Zugleich schätzten sie seine Versuche, bei den tschechischen Schülern, die von ihren Eltern an deutschen Schulen eingeschrieben worden waren, Nationalbewusstsein zu erwecken.